# Fuchsia (vlinders)
Fuchsia is een geslacht van vlinders uit de familie grasmineermotten (Elachistidae). 
De soorten komen voor in Europa.